# Pseudonaja textilis
Espèce
Synonymes
- Furina textilis Duméril, Bibron & Duméril, 1854
- Pseudoelaps superciliosus Fischer, 1856
- Demansia annulata Günther, 1858
- Pseudoelaps kubingii Jan, 1859
- Pseudoelaps sordellii Jan, 1859
- Pseudoelaps supercilliosus var. beckeri 
Jan, 1863
- Furina bicucullata McCoy, 1879
- Cacophis guntheri Steindachner, 1867
- Pseudonaja ohnoi Wells & Wellington, 1985
- Pseudonaja elliotti Hoser, 2003

Pseudonaja textilis ou serpent brun est une espèce de serpents de la famille des Elapidae.

## Description

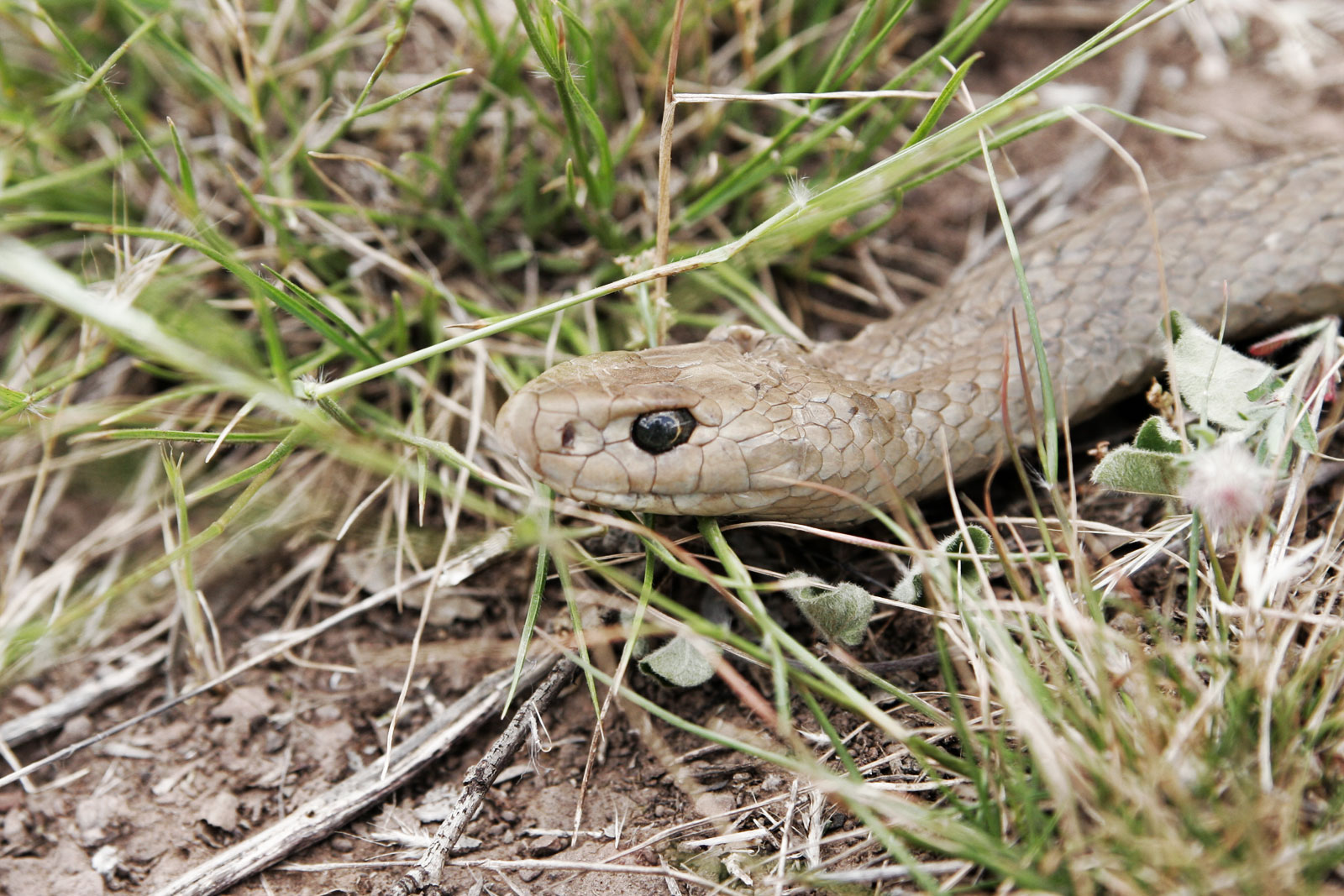
Pseudonaja textilis

Les adultes sont d'un brun uni et peuvent atteindre 2 mètres de long. Les jeunes ont la tête noire avec une bande plus claire puis une nuque noire. Le ventre a de nombreuses bandes d'un brun rougeâtre. À l'occasion ils peuvent avoir des raies transversales foncées. Ils ont 17 rangées d'écailles au milieu du corps, une écaille anale découpée et 45 à 47 écailles caudales découpées.

## Alimentation

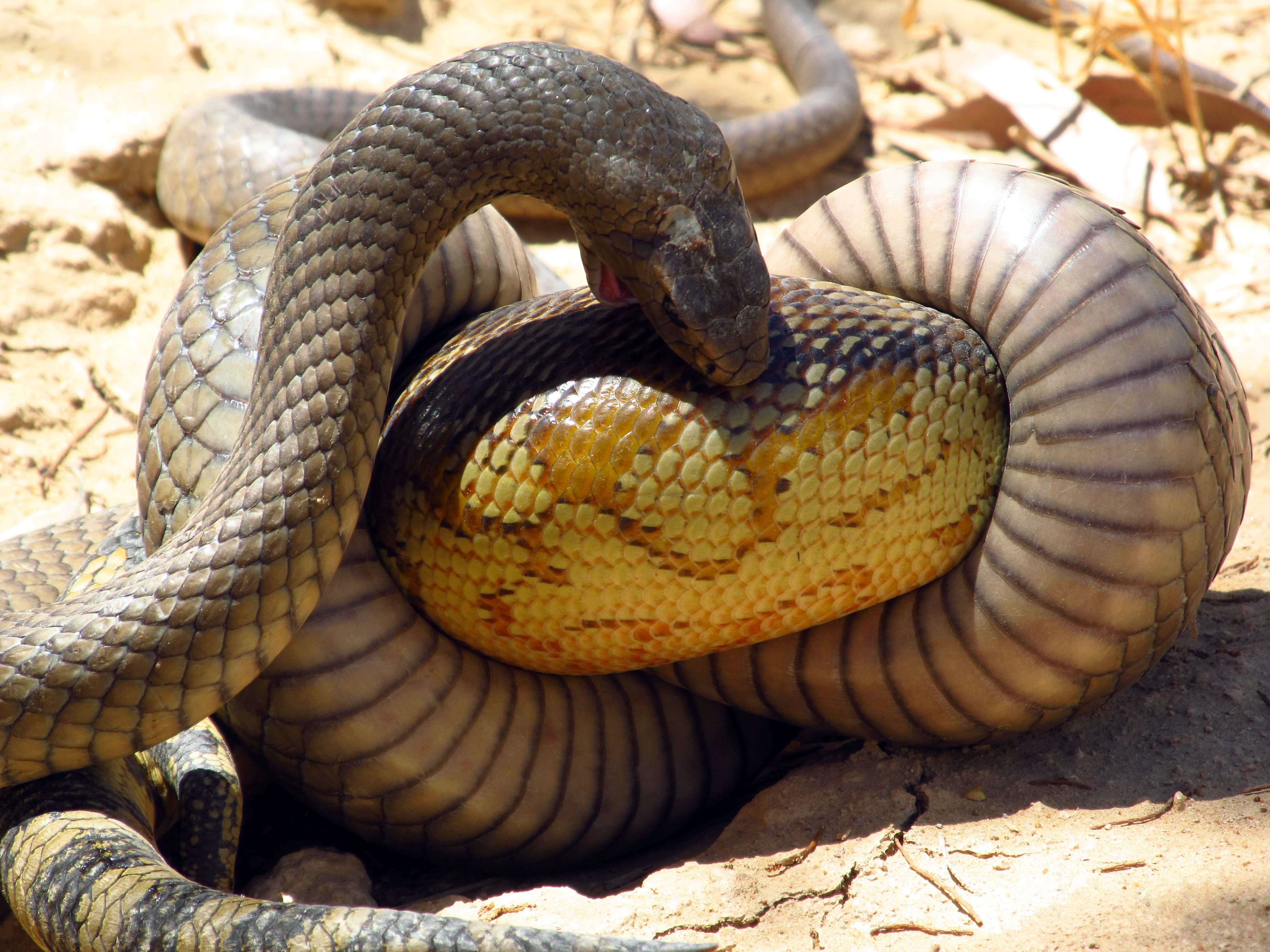
Pseudonaja textilis en train de manger un scinque à langue bleue.

Il se nourrit de rats, de souris, de grenouilles, de lézards et d'autres serpents.

## Reproduction
Il s'accouple au printemps où les mâles s'affrontent pour la possession d'un territoire. Le mâle dominant s'accouplera avec les femelles du territoire et la femelle pondra 10 à 40 œufs à la fin du printemps ou au début de l'été.

## Répartition

Aire de répartition de Pseudonaja textilis.

Cette espèce se rencontre en Australie et en Nouvelle-Guinée.
En Australie, on le trouve sur toutes les côtes depuis le centre de l'Australie-Occidentale, au Territoire du Nord, au Queensland, en Nouvelle-Galles du Sud, au Victoria et dans l'est de l'Australie-Méridionale. On peut en trouver quelques spécimens dans les zones désertiques du centre de l'île.
En Nouvelle-Guinée, elle se rencontre dans le sud de la province de Papouasie et en région Papouasie.
Il a un habitat très varié : forêts et landes sèches des chaînes côtières ; les savanes, les prairies. On ne le trouve pas dans les forêts tropicales humides et dans les zones de marécages. Il a tendance à s'approcher des maisons et des fermes.

## Danger
Le serpent brun est le serpent terrestre le plus venimeux au monde juste après le Taïpan du désert (Oxyuranus microlepidotus), endémique de l'Australie. C'est un serpent qui évite le contact humain mais qui a un venin qui peut être mortel pour l'homme à cause de sa toxicité neurologique (neurotoxine) et hématologique (facteurs de coagulation).

## Liste des sous-espèces
Selon The Reptile Database (19 février 2014) :
- Pseudonaja textilis textilis (Duméril, Bibron & Duméril, 1854) d'Australie
- Pseudonaja textilis pughi Hoser, 2003 de Nouvelle-Guinée

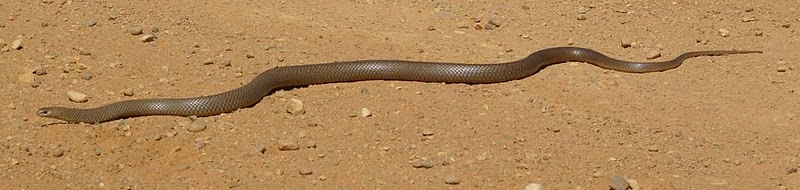
Pseudonaja textilis

## Étymologie
La sous-espèce Pseudonaja textilis pughi est nommée en l'honneur de Mick Pugh.

### Publications originales
- Duméril, Bibron & Duméril, 1854 : Erpétologie générale ou histoire naturelle complète des reptiles. Tome septième. Deuxième partie, p. 781-1536 (texte intégral).
- Hoser, 2003 : A new subspecies of elapid (Serpentes: Elapidae), from western New Guinea. Crocodilian, vol. 4, no 2, p. 19-22 (texte intégral).